# Ford Anglia 105E
Der Ford Anglia 105E (auch: New Anglia) ist ein Personenwagen der Kompaktklasse, den Ford of Britain von 1959 bis 1967 als zweitürige Stufenhecklimousine und ab 1961 auch als dreitürigen Kombi sowie als Van baute. Eine leistungsstärkere Version wurde als Anglia Super 123E bezeichnet. Auffälliges Merkmal der Limousine ist das hinten überhängende Dach. Italienische und britische Karosseriewerke produzierten Sonderaufbauten mit New-Anglia-Technik.

## Entstehungsgeschichte

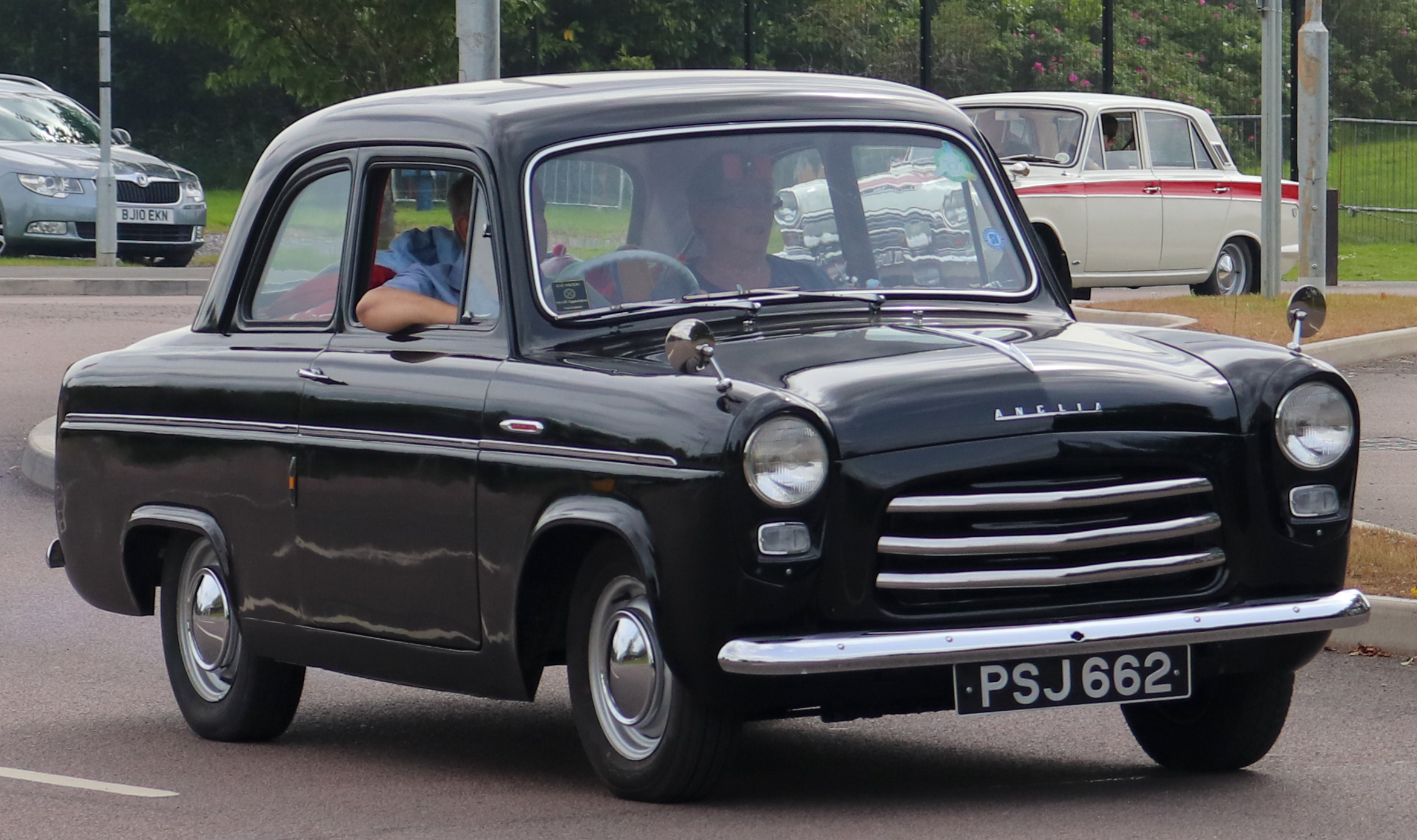
Vorgänger: Ford Anglia 100E (ab 1959 als Ford Popular vermarktet)

Ab 1953 hatte Ford of Britain in der Kompaktklasse die Baureihe 100E mit zwei Türen als Anglia und als Prefect mit vier Türen im Programm. Die Autos der 100E-Reihe hatten als erste Ford-Modelle aus britischer Produktion eine selbsttragende Karosserie.
1956 begannen in Fords neu formierter Planungsabteilung in Dagenham die Überlegungen für einen Nachfolger der 100E-Reihe. Ihre Entwicklung fiel in die Gesamtverantwortung des Ingenieurs Frederick Leslie „Fred“ Hart (1914–2008). Mit Blick auf eine geplante Umstrukturierung der Modellpalette fiel frühzeitig die Entscheidung, den 100E-Nachfolger ab 1959 ausschließlich mit zwei Türen anzubieten.
Der New Anglia erschien im Oktober 1959. Er wurde neben den bisherigen Anglia der 100E-Baureihe angeboten, der nun die Modellbezeichnung Ford Popular erhielt und mit leicht modifizierter Technik, aber unveränderter Karosserie bis 1962 weitergebaut wurde. Eine viertürige Version des New Anglia gab es nicht. Stattdessen wurden zunächst der bisherige Prefect 100E sowie der etwas größere Consul Mark II weiterproduziert, bevor beide 1961 im viertürigen Consul Classic ihren Nachfolger fanden. Der Consul Classic war größer als der Anglia und in der unteren Mittelklasse positioniert, sodass dem Anglia mit dem Wegfall des Popular 1962 die Rolle des Einsteigermodells bei Ford zukam. Im Oktober 1961 folgten eine Kombiversion des New Anglia sowie ein von ihr abgeleiteter Lieferwagen.
1967 endete die Produktion des New Anglia. An seine Stelle trat der Ford Escort.

## Modellbeschreibung

### Motor und Kraftübertragung
Der New Anglia wird von einem Vierzylindermotor mit hängenden Ventilen angetrieben. Der Motor ist die erste Variante der 1959 neu eingeführten Kent-Reihe, die der Ford-Ingenieur Alan Worters entwickelt hatte. Im Anglia 105E hat er einen Hubraum von 997 cm³ (Bohrung × Hub: 80,96 mm × 48,41 mm). Der Motor ist damit extrem kurzhubig (Hubverhältnis 0,6 : 1). Das Verdichtungsverhältnis beträgt 8,9 : 1. In dieser Form leistet der Motor maximal 39 bhp (29 kW; 39 PS) bei einer Drehzahl von 5000 pro Minute. Das maximale Drehmoment von 53 ft·lb (72 N·m) wird bei 2700/min erreicht.
Die Leistung überträgt ein handgeschaltetes Getriebe mit Mittelschaltung, erstmals bei Ford of Britain mit vier Gängen. Mit Ausnahme des ersten Ganges sind alle Gänge synchronisiert.

### Fahrwerk
Die vorderen Räder sind einzeln an MacPherson-Federbeinen mit Querlenkern und Stabilisator aufgehängt. Hinten hat der Anglia eine Starrachse an längs liegenden asymmetrischen Blattfedern mit Hebelstoßdämpfern. Die Feder hat bei der Limousine vier, bei den Kombiversionen sieben Blätter. Um den Fahrkomfort zu erhöhen, wählte Ford für den New Anglia längere Blattfedern als beim Vorgängermodell. Die Kugelumlauflenkung lieferte Burman and Sons. Die Bremsen kamen von Girling. Sie entsprechen denen des Vorgängers.

### Karosserie

#### Konstruktion
Der New Anglia hat eine selbsttragende Karosserie, die aus gepressten Stahlblechen zusammengesetzt ist. Die Bodenplatte weist kreuzförmige Verstärkungen im Fahrgastbereich auf, die zur hohen Verwindungssteifigkeit der Karosserie beitragen.

#### Design

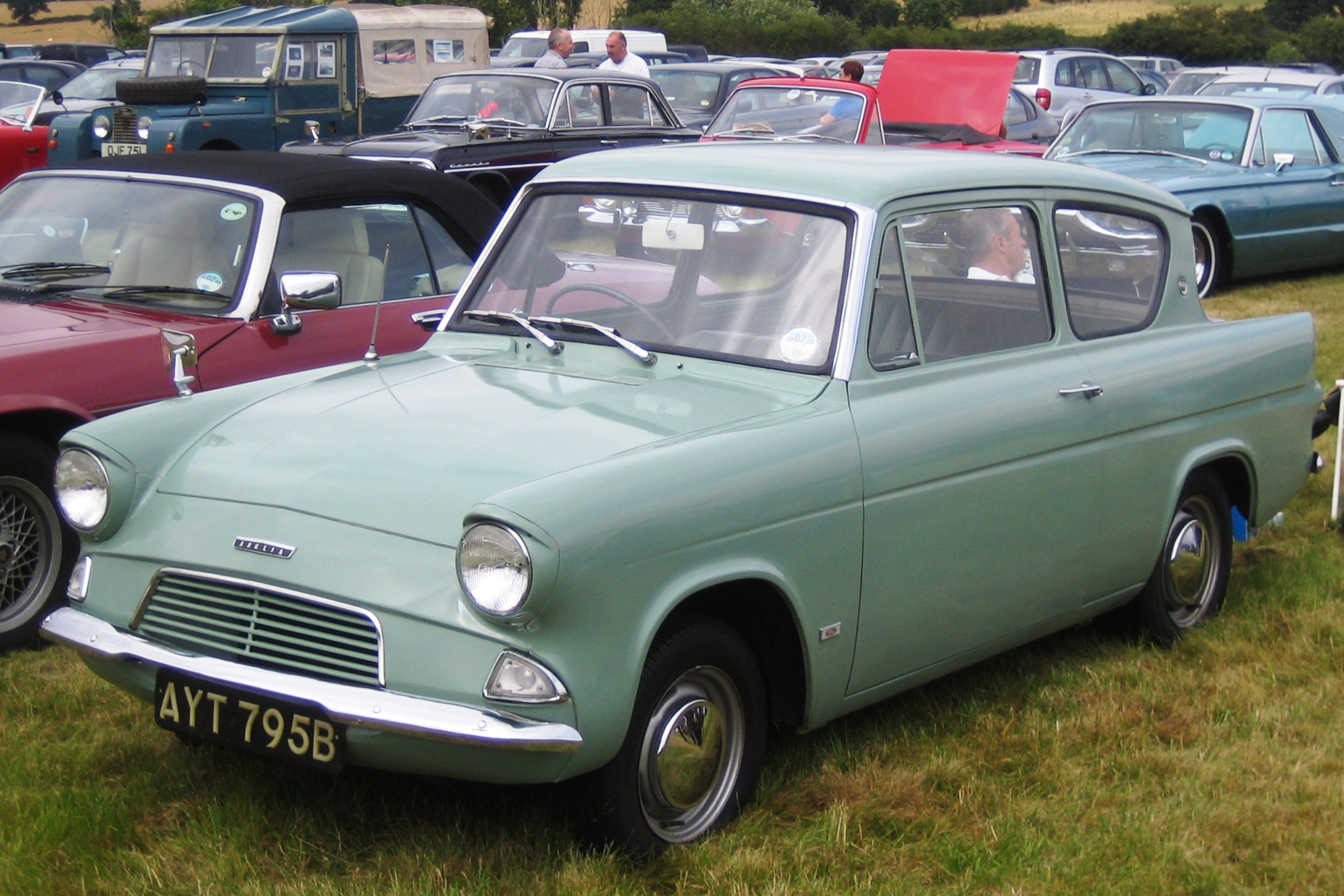
Ford Anglia 105E, Basisversion

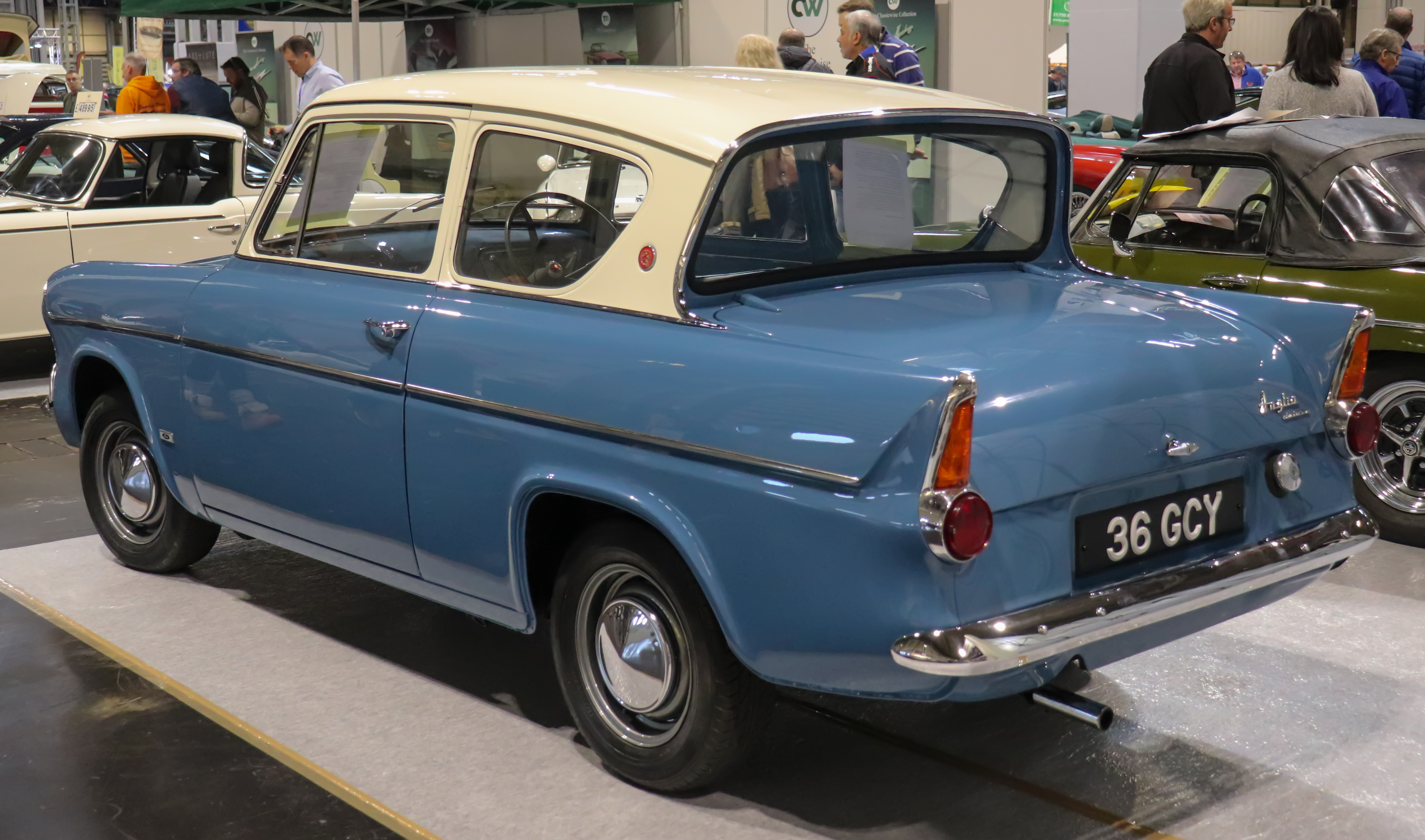
Außergewöhnliches Designdetail: Überhängendes Dach hinten

Das Design des New Anglia entstand bei Ford of Britain. Es verbindet US-amerikanische und europäische Elemente miteinander. Einer Quelle zufolge war der US-amerikanische Ford-Designer Elwood Engel eng in die Entwicklung der Karosserieform eingebunden.
Der New Anglia ist in seiner ursprünglichen Version als zweitürige Stufenhecklimousine (Saloon) gestaltet. Die Form blieb bis zur Produktionseinstellung 1967 nahezu unverändert. Ford behauptete, eingehende Windkanaltests mit der Karosserie durchgeführt zu haben. Um den Luftwiderstand zu verringern, wurde unter anderem die Motorhaube zwischen den Scheinwerfern abfallend geformt. Die vorderen Scheinwerfer haben lidartige Abdeckungen im oberen Bereich.
Besondere Gestaltungsmerkmale des New Anglia Saloon sind das überhängende Dach und die im unteren Bereich nach vorn geneigte C-Säule, deren Winkel annähernd dem der A-Säule entspricht. Mit dieser außergewöhnlichen Form, die im Gegensatz zu der seinerzeit aufkommenden Trapezlinie steht, wollten die Ford-Designer eine möglichst große Kopffreiheit auf der Rückbank erreichen. Außerdem bleibt die Sicht durch das Rückfenster auch bei Regen unbeeinträchtigt, weil sich auf der nach innen geneigten Scheibe keine Regentropfen halten. Ein entsprechendes Design hatte Fords US-amerikanische Tochtermarke Lincoln bereits 1958 beim Continental Mark III eingeführt. Bei diesen sehr teuren Luxusfahrzeugen war die Heckscheibe elektrisch versenkbar (sogenanntes Breezeway Window). Entsprechende Konstruktionen gab es auch bei den Limousinen von Mercury. Beim kleinen britischen Anglia hingegen ist die Heckscheibe fest montiert. 1961 übernahm Ford of Britain die Form für die viertürige Limousine Consul Classic; im gleichen Jahr auch Flaminio Bertoni bei Citroën für den Ami 6, der annähernd gleich groß ist wie der Anglia, und Reliant griff sie für den dreirädrigen Kleinstwagen Regal 3/30 auf.
Am Heckabschluss finden sich kleine Heckflossen mit einer Kombination aus hohen schmalen und runden Leuchten.

#### Versionen
Neben dem Basismodell wurde eine technisch gleiche, aber besser ausgestattete Deluxe-Version angeboten. Äußerlich unterscheiden sich beide Varianten vor allem durch die Gestaltung der Frontmaske voneinander. Die Kühleröffnung ist bei der Basisversion schmal und von lackierten Blechen links und rechts eingefasst. In der Deluxe-Ausführung reicht das Kühlergitter dagegen über die gesamte Wagenbreite. Der Anglia Deluxe hat außerdem mehr verchromte Dekorationen als die Basisversion. Zum zusätzlichen Ausstattungsumfang des Deluxe gehören eine Anzeige für die Motortemperatur, ausstellbare hintere Seitenfenster, höherwertige Sitzbezüge und eine gegen Aufpreis erhältliche Lederausstattung.

### Maße, Gewichte und Fahrleistungen
Der New Anglia ist 3912 mm lang und wiegt in der Basisversion 737 kg. Damit ist er etwa 6 cm länger als sein Vorgänger, gleichwohl aber 25 kg leichter. Die Höchstgeschwindigkeit beträgt 79 mph (127 km/h). Für die Beschleunigung von 0 auf 60 mph (96 km/h) braucht er je nach Übersetzung der Hinterachse 26 bis 29 Sekunden.

## Anglia Super 123E

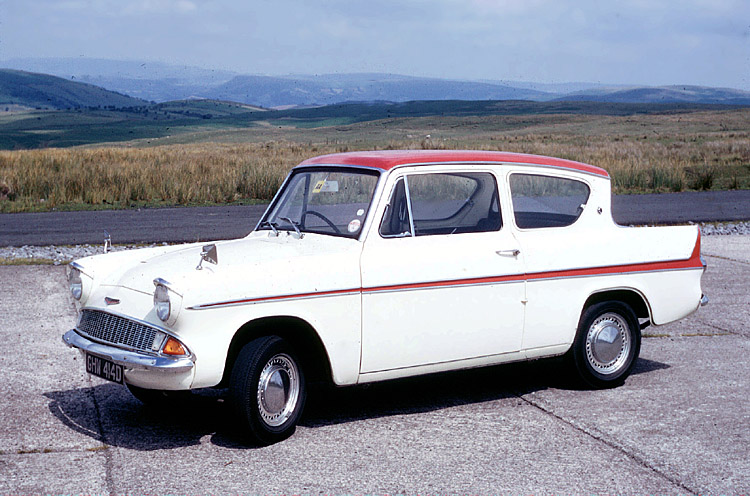
Anglia Super 123E

### Das neue Spitzenmodell
Im Oktober 1962 führte Ford den stärkeren und besser ausgestatteten Anglia Super 123E als neues Spitzenmodell ein.
Der Anglia Super 123E hat eine 1,2 Liter große Version des Kent-Vierzylindermotors, die für die 1962 vorgestellte Mittelklasselimousine Cortina konstruiert worden war. Der Hubraum wurde durch eine Erhöhung des Hubs auf 58,17 mm auf 1198 cm³ vergrößert; die Bohrung blieb unverändert. Dadurch steigt die Motorleistung auf 48,5 bhp (36 kW; 49 PS). Die Höchstgeschwindigkeit dieser Version liegt bei 84 mph (135 km/h). Die Kraftübertragung übernimmt serienmäßig ein voll synchronisiertes Vierganggetriebe.
Äußerlich unterscheidet sich der Anglia Super 123E vom Anglia 105E Deluxe durch eine spezielle Zweifarblackierung, bei der das Dach und die Sicke in den Wagenflanken in einem Farbton lackiert sind, der im Kontrast zur Farbe der übrigen Blechteile steht. Die Ausstattung des Super 123E übertrifft die Deluxe-Version des Anglia 105E, deren Produktion uneingeschränkt fortgesetzt wurde. Teppiche im Innenraum, eine Heizung, elektrische Scheibenwischer und ein Zigarettenanzünder gehörten im Super 123E zur Serienausstattung.
Der Anglia Super 123E kostete bei seiner Markteinführung 598 £. Er war damit 60 £ teurer als der 105E Deluxe und 84 £ teurer als der 105E in der sehr einfach ausgestatteten Basisausführung.

### Ausstattungspakete
Von Ende 1962 bis Oktober 1964 war ein „1200 Package“ genanntes Ausstattungspaket für den 105E und den 105E Deluxe erhältlich. Es umfasste den 1,2-Liter-Motor und das voll synchronisierte Getriebe des Super 123E, nicht aber dessen höherwertige Innenausstattung und die Zweifarblackierung. Der Preis des „1200 Package“ lag bei 24 £.
Im Herbst 1964 wurde das „1200 Package“ eingestellt. An seine Stelle trat das „Super Package“, das künftig für einen Aufpreis von 25 £ für den Anglia 105E Deluxe erhältlich war. Es umfasste die hochwertige Ausstattung des Super 123E, aber nicht dessen leistungsstärkeren Motor.

## Werkskombis

### AngliaEstate

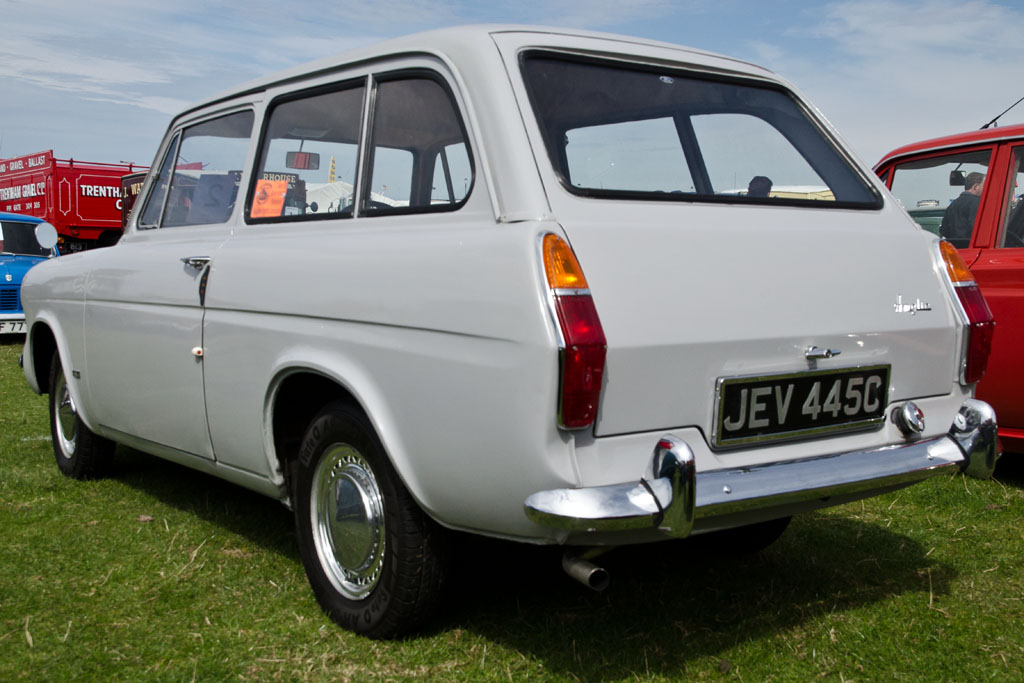
Anglia Estate

Nachdem im Frühjahr 1961 bereits das Karosseriebauunternehmen Friary Motors Kombiumbauten auf der Basis der Anglia-Limousine auf den Markt gebracht hatte, führte Ford auf der British Motor Show im Oktober 1961 den Anglia Estate ein, einen Kombi der keine Gemeinsamkeiten mit dem Friary-Umbau hatte. Das Design des Werks-Estate war eine Arbeit des Kanadiers Roy Brown Jr., der einige Jahre vorher für Ford bereits die Modelle der Marke Edsel entworfen hatte.
Das Fahrwerk des Estate entspricht nahezu vollständig dem des Anglia Saloon. Überarbeitet wurden die hinteren Blattfedern, die beim Kombi aus sieben statt vier Blättern bestehen, sowie die Getriebeübersetzung. Stilistisch entspricht der Kombi bis zu den seitlichen Türen dem Saloon. Der hintere Aufbau ist dagegen eigenständig. Anstelle der eingezogenen Dachpartie der Limousine hat der Estate eine am Heckabschluss angesetzte schmale C-Säule, deren Neigungswinkel gegenläufig zu dem der A-Säule ist. Die Seitenteile sind verglast. Die Rückleuchten sind neu gestaltet; Heckflossen hat der Kombi nicht. Die einteilige Heckklappe ist oben angeschlagen. Die Rücksitzlehne ist umklappbar, sodass eine ebene Ladefläche bis zu den vorderen Sitzen hergestellt werden kann. Der Estate war zunächst nur mit dem 1,0 Liter großen Vierzylindermotor erhältlich; ab 1962 konnte auch der 1,2 Liter große Motor des Anglia Super 123E bestellt worden. Sowohl die Basis- als auch die Deluxe-Version standen zur Auswahl.

### AngliaEstate Combi
Eine besondere Version ist der Estate Combi, der nur für den Export gebaut wurde. Seine Karosserie entspricht dem regulären Estate, allerdings hat er anstelle der hinteren Seitenfenster Metallverkleidungen, sodass der Laderaum von außen nicht einzusehen ist. Der Estate Combi war ein Bindeglied zwischen dem Familienfahrzeug Estate und dem reinen Nutzfahrzeug Ford Thames/Anglia Van. Das Ausstattungsniveau des Estate Combi entspricht der Basisversion des Anglia.

## Nutzfahrzeug: Ford Thames 307E/309E und Anglia Van

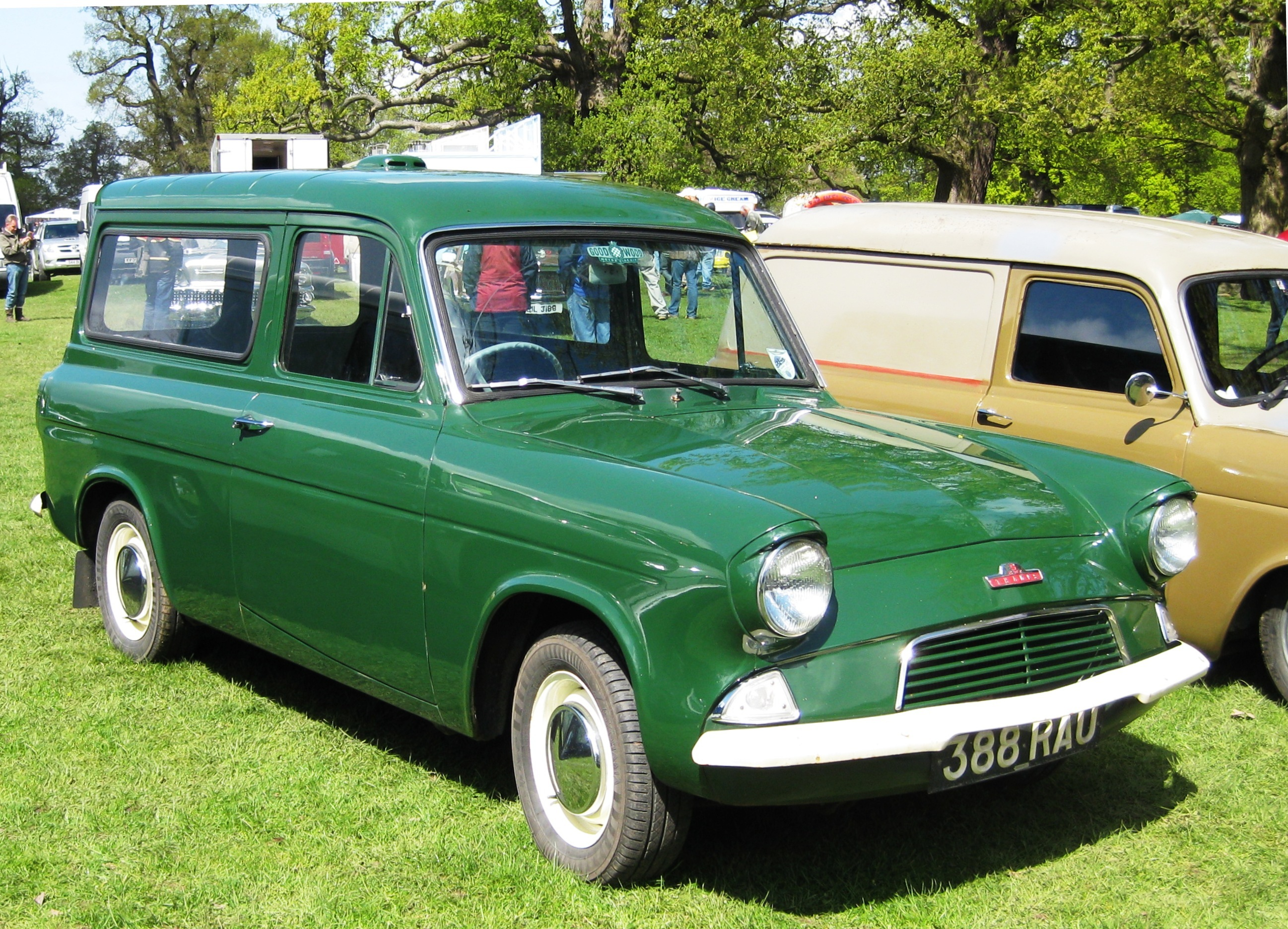
Ford Thames 307E

Parallel zum Familienmodell Estate erschien 1961 eine rein für kommerzielle Zwecke bestimmte Version des New Anglia. Sie wurde bis Februar 1965 unter der Modellbezeichnung Thames vermarktet, die Ford für Nutzfahrzeuge verwendete; ab März 1965 änderte Ford den Modellnamen allerdings in Anglia Van.
Der Thames stimmt technisch mit dem Anglia Estate überein. Beide im Anglia angebotenen Motoren waren auch für den Thames erhältlich. Die 1,0-Liter-Version wurde mit Rechtslenkung als Thames 307E und linksgelenkt als 308E verkauft, die Variante mit dem 1,2 Liter großen Motor des Anglia Super hieß Thames 309E bzw. 310E. Der Vorderwagen des Thames entspricht dem Anglia Estate. Das Dach ist allerdings höher, der Heckaufbau ist kastenförmig. Auch die Windschutzscheibe hat einen steileren Winkel. Die Türen sind neu konstruiert. Ihr unterer Abschluss ist anders als beim Saloon und beim Estate; er steigt nach hinten hin leicht gerundet an. Diese eigenständige Gestaltung soll eine Öffnung der Türen auch dann ermöglichen, wenn das Auto dicht an einem hohen Bordstein geparkt ist. Die hinteren Seitenteile konnten nach Kundenwunsch mit Verglasung oder sichtgeschützt aus Blech geliefert werden. Der Thames war sehr einfach ausgestattet. Ab Werk gab es nur einen Fahrersitz. Ein Beifahrersitz war gegen Aufpreis erhältlich. Der Wagen konnte auf unterschiedliche Zuladungen abgestimmt werden. Möglich waren 250 kg (5 ctw) und 350 kg (7 ctw). Das Ladevolumen beläuft sich auf 2,1 m³.

## Anglia-Varianten unabhängiger Hersteller

### AngliaTouring Saloonvon Friary

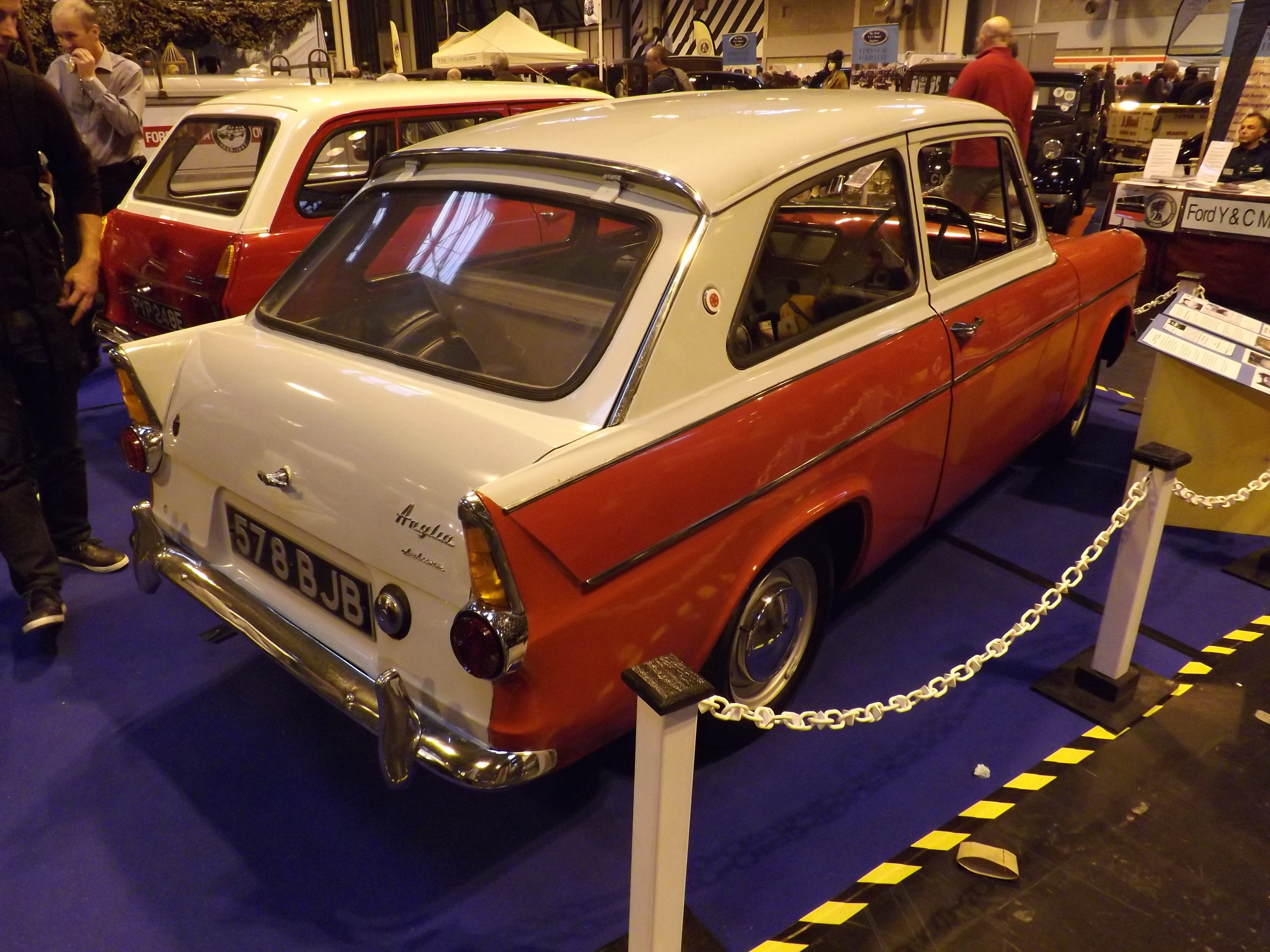
Anglia Touring Saloon von Friary

Ein halbes Jahr bevor Ford den Anglia Estate auf den Markt brachte, präsentierte das kleine britische Karosseriebauunternehmen Friary Motors aus Basingstoke, Hampshire, eine eigene Kombiversion des New Anglia. Der als Touring Saloon bezeichnete Dreitürer war eigentlich eine Konstruktion des etablierten Karosserieherstellers Abbott of Farnham, der seit 1955 erfolgreich Kombiumbauten von Ford-Limousinen produzierte. Friary Motors war eine Abbott-Tochter, die vergleichbare Konversionen für Limousinen des Ford-Konkurrenten Vauxhall anbot. Nach dem Auslaufen des Vauxhall-Vertrages ergab sich die Möglichkeit, die frei gewordenen Kapazitäten bei Friary für Kombiumbauten des kleinen New Anglia zu nutzen. Abbott hingegen vermarktete weiter Kombiversionen der großen Ford-Limousinen Zephyr und Zodiac.
Der Touring Saloon von Friary unterscheidet sich erheblich von dem ein halbes Jahr später eingeführten Ford-Werkskombi. Anders als Ford, behielt Friary das obere Dachteil der New-Anglia-Limousine unverändert bei; auch die hinteren Heckflossen entsprechen der Serienlimousine. Die C-Säule ist beim Touring Saloon neu konstruiert; mit ihr bildet der Dachaufbau nun eine Trapezform. Die hinteren Seitenfenster weichen von denen der Limousine ab. Die einteilige Heckklappe ist oben angeschlagen. Der Umbau kostete 89 £, was ungefähr einem Sechstel des Neupreises für einen Aglia Saloon in Standardausführung (606 £ im Juli 1961) entsprach.

### AngliaSports Saloonvon Abbott
Im Frühjahr 1962 übernahm Abbott in Wrecclesham den Umbau des New Anglia zum Dreitürer selbst und vermarktete das Auto daraufhin als Anglia Sports Saloon. Die Friary-Konstruktion wurde weitestgehend übernommen, allerdings verzichtete Abbott auf die neu angefertigten hinteren Seitenfenster, bei denen es einer Quelle zufolge erhebliche Dichtungsprobleme gegeben hatte. Stattdessen wurden die regulären Seitenfenster des Anglia Saloon eingebaut, was eine Anpassung der hinteren Seitenbleche erforderlich machte. Abbotts Umbau war geringfügig günstiger als die Friary-Version; sie kostete nur 75 £. Damit war der Sports Saloon nahezu gleich teuer wie ein Werkskombi von Ford.

### Pick-up von Martin Walter
1961 entwickelte das Karosseriebauunternehmen Kenex Coachwork aus Dover eine zweisitzige Pick-up-Version des Ford Thames. Die Umbaukosten wurden mit 45 £ kalkuliert. Bevor diese Variante in Serie gehen konnte, wurde Kenex von dem Autohändler Martin Walter aus Folkestone übernommen, der den Pick-up mit zeitlicher Verzögerung von fast drei Jahren 1964 serienmäßig zu fertigen begann.

### Anglia Torino von OSI

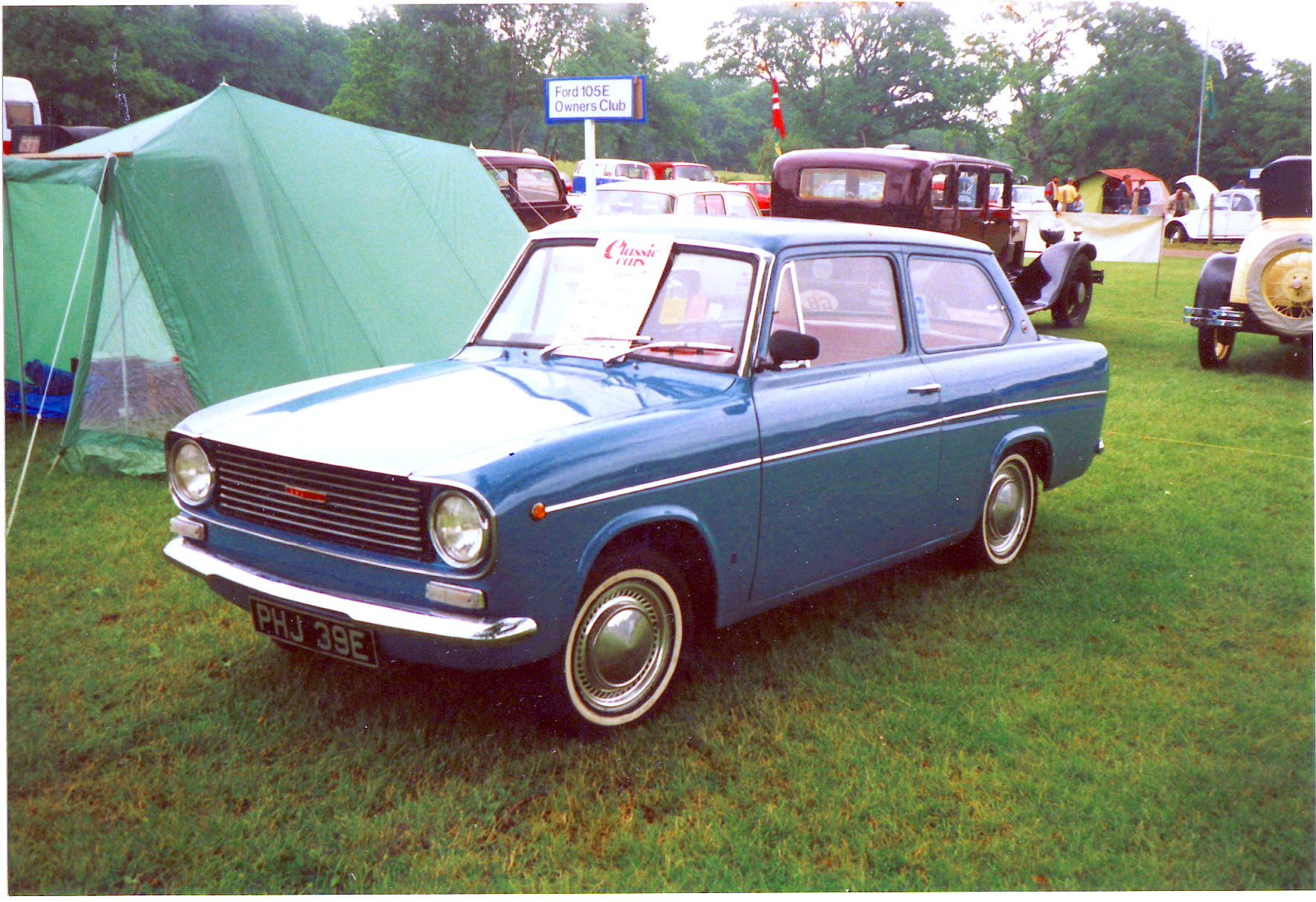
Ford Anglia Torino

Der Anglia Torino ist eine in Italien gefertigte Limousine mit Anglia-Technik und eigenständiger Karosserie. Ihre Entwicklung geht auf Ford Italia zurück. Die in Rom ansässige italienische Ford-Niederlassung verkaufte den importierten Anglia 105E in den frühen 1960er-Jahren zunächst mit einigem Erfolg. Der britische Wagen wurde aber vor allem wegen seiner ungewöhnlichen Dachgestaltung bald als unmodern empfunden, und die Verkäufe gingen deutlich zurück. Ford Italia sah bereits 1963 die Notwendigkeit einer stilistischen Überarbeitung, die Ford of Britain nicht leisten wollte. Das italienische Management gab daraufhin bei dem Turiner Designer Giovanni Michelotti eine neue Karosserie für das Anglia-Fahrwerk in Auftrag. Michelotti gestaltete eine gradlinige Stufenhecklimousine mit trapezförmigem Dachaufbau, dünnen Fahrzeugsäulen und hohem Kofferraum. Ford Italia ließ diesen Entwurf ab 1965 bei Officine Stampaggi Industriali (OSI) in Turin in Serie fertigen und bot ihn in Italien als Anglia Torino ab April 1965 neben den britischen Anglias an. Der Anglia Torino war wahlweise mit dem 1,0-Liter-Motor oder mit dem 1,2-Liter-Vierzylinder erhältlich; Letzterer wurde als S-Version mit einem Doppelvergaser von Weber (Weber 28/36DCD) ausgeliefert.
Der Absatz des Anglia Torino blieb hinter den Erwartungen zurück. Bis 1967 verkaufte Ford in Italien nur 10.007 Anglia Torinos. Einigen Quellen zufolge zerstörte die schlechte Verarbeitungsqualität der OSI-Karosserie den Ruf des Autos. Der Versuch, das Modell auch auf anderen europäischen Märkten zu verkaufen, hatte nur begrenzten Erfolg. Der Anglia Torino kam letztlich nur noch in den Benelux-Staaten auf den Markt; die dort verkauften Autos wurden von Fords belgischer Niederlassung zusammengebaut.

## Präsentation und Produktion
Die Produktion des Serienmodells begann in Großbritannien bereits im Juni 1959, obwohl die Markteinführung des New Anglia erst für Herbst 1959 vorgesehen war. Auf diese Weise sollten die Ford-Händler die Möglichkeit erhalten, das neue Auto nicht nur zu zeigen, sondern vorhandene Exemplare direkt zu verkaufen. Anfangs entstand der New Anglia in Fords angestammtem Werk im Londoner Vorort Dagenham; im März 1963 wurde die Produktion dann in das neue Ford-Werk in Halewood bei Liverpool verlegt, das weitaus stärker automatisiert war. Außer in Großbritannien wurde der New Anglia im Laufe der Jahre auch in Belgien, in Portugal, in Australien, in Südafrika und in Rhodesien gebaut.
Der New Anglia debütierte im Oktober auf der Earls Court Motor Show. Auf der gleichen Ausstellung führte der Ford-Konkurrent BMC den Mini und den Triumph Herald ein. Ford bewarb den Anglia 105E in Earls Court und auch später in Anzeigen als den „aufregendsten Kleinwagen der Welt“ (The world’s most exciting light car). Er war einer der herausragenden Exponate der Ausstellung. Am Ende der zehntägigen Motor Show hatte Ford 101.000 Bestellungen für den New Anglia erhalten, von denen zwei Drittel von den nordamerikanischen Ford-Töchtern kamen.
Der Anglia 105E wurde weltweit verkauft. Ford bot ihn auch auf nahezu allen westeuropäischen Märkten an, allerdings nicht in der Bundesrepublik Deutschland. Im ersten vollen Kalenderjahr nach seiner Einführung war der Anglia 105E das erfolgreichste Auto auf dem britischen Markt: 1960 setzte Ford in Großbritannien mehr als 200.000 Exemplare des Modells ab. Auch auf anderen Märkten weltweit war der Anglia erfolgreich. Bis November 1967 baute Ford insgesamt 954.426 Saloons der Reihen 105E und 123E; hinzu kamen 129.529 Werkskombis (Estates).

## Preisentwicklung
Der New Anglia gehörte zeitweise zu den günstigsten Autos aus britischer Produktion. Lediglich der Preis des Mini lag einige Pfund unter dem des Anglia. Während die British Motor Corporation allerdings mit jedem Mini einen Verlust von 5 £ machte, erzielte Ford mit dem New Anglia nach offiziellen Verlautbarungen Gewinne. Teilweise ist von etwa 45 £ pro Auto die Rede. Einige Quellen bezweifeln allerdings die Richtigkeit dieser Angabe.
Die Preisentwicklung in Großbritannien schwankte im Laufe der Jahre. Mehrfach gelang es Ford, Preissenkungen durchzuführen. Teilweise spielten dabei aber auch Steuersenkungen eine Rolle.
| Ford Anglia Preisentwicklung in Großbritannien 1959–1967 | Ford Anglia Preisentwicklung in Großbritannien 1959–1967 | Ford Anglia Preisentwicklung in Großbritannien 1959–1967 | Ford Anglia Preisentwicklung in Großbritannien 1959–1967 | Ford Anglia Preisentwicklung in Großbritannien 1959–1967 | Ford Anglia Preisentwicklung in Großbritannien 1959–1967 | Ford Anglia Preisentwicklung in Großbritannien 1959–1967 | Ford Anglia Preisentwicklung in Großbritannien 1959–1967 | Ford Anglia Preisentwicklung in Großbritannien 1959–1967 | Ford Anglia Preisentwicklung in Großbritannien 1959–1967 |
| Datum                                                    | Saloon                                                   | Saloon                                                   | Saloon                                                   | Estate                                                   | Estate                                                   | Thames Anglia Van                                        | Thames Anglia Van                                        | Thames Anglia Van                                        | Thames Anglia Van                                        |
| -------------------------------------------------------- | -------------------------------------------------------- | -------------------------------------------------------- | -------------------------------------------------------- | -------------------------------------------------------- | -------------------------------------------------------- | -------------------------------------------------------- | -------------------------------------------------------- | -------------------------------------------------------- | -------------------------------------------------------- |
|                                                          | 105E Standard                                            | 105E Deluxe                                              | Super 123E                                               | Standard                                                 | Deluxe                                                   | 307E 5 cwt                                               | 307E 7 cwt                                               | 309E 5 cwt                                               | 309E 7 cwt                                               |
| September 1959                                           | 589 £                                                    | 610 £                                                    |                                                          |                                                          |                                                          |                                                          |                                                          |                                                          |                                                          |
| Juli 1961                                                | 606 £                                                    | 628 £                                                    |                                                          |                                                          |                                                          | 378 £                                                    | 406 £                                                    |                                                          |                                                          |
| Oktober 1961                                             | 606 £                                                    | 628 £                                                    |                                                          | 679 £                                                    | 701 £                                                    | 378 £                                                    | 406 £                                                    |                                                          |                                                          |
| Januar 1962                                              | 621 £                                                    | 650 £                                                    |                                                          | 693 £                                                    | 615 £                                                    | 378 £                                                    | 406 £                                                    |                                                          |                                                          |
| April 1962                                               | 621 £                                                    | 650 £                                                    |                                                          | 693 £                                                    | 615 £                                                    | 379 £                                                    | 409 £                                                    |                                                          |                                                          |
| Juli 1962                                                | 585 £                                                    | 612 £                                                    |                                                          | 654 £                                                    | 674 £                                                    | 378 £                                                    | 406 £                                                    |                                                          |                                                          |
| Januar 1963                                              | 585 £                                                    | 612 £                                                    |                                                          | 654 £                                                    | 674 £                                                    | 387 £                                                    | 417 £                                                    |                                                          |                                                          |
| April 1963                                               | 514 £                                                    | 538 £                                                    | 598 £                                                    | 574 £                                                    | 592 £                                                    | 387 £                                                    | 417 £                                                    |                                                          |                                                          |
| Januar 1964                                              | 514 £                                                    | 538 £                                                    | 598 £                                                    | 574 £                                                    | 592 £                                                    | 396 £                                                    | 424 £                                                    | 416 £                                                    | 444 £                                                    |
| Oktober 1964                                             | 478 £                                                    | 533 £                                                    | 575 £                                                    | 538 £                                                    | 587 £                                                    | 396 £                                                    | 424 £                                                    | 416 £                                                    | 444 £                                                    |
| September 1965                                           | 478 £                                                    | 533 £                                                    | 575 £                                                    | 538 £                                                    | 587 £                                                    | 418 £                                                    | 446 £                                                    | 438 £                                                    | 466 £                                                    |
| Oktober 1965                                             | 491 £                                                    | 552 £                                                    | 600 £                                                    | 564 £                                                    | 612 £                                                    | 418 £                                                    | 446 £                                                    | 438 £                                                    | 466 £                                                    |
| Oktober 1966                                             | 503 £                                                    | 565 £                                                    | 614 £                                                    | 577 £                                                    | 626 £                                                    | 418 £                                                    | 446 £                                                    | 438 £                                                    | 466 £                                                    |
| Oktober 1967                                             | 535 £                                                    | 596 £                                                    |                                                          | 608 £                                                    | 657 £                                                    | 418 £                                                    | 446 £                                                    | 438 £                                                    | 466 £                                                    |

## Bedeutung des Anglia 105E
Für Ford of England, einen bis dahin betont konservativen Hersteller, der vielfach einfache Lösungen bevorzugt hatte, war der New Anglia ein unternehmenspolitisch bedeutsames Auto. Es war der erste Wagen des Herstellers, der nach zeitgemäßen Kriterien konstruiert war, und er zeigte Ford, dass man mit modernen Konstruktionsmerkmalen wirtschaftlich erfolgreiche Autos bauen konnte.

## Der Anglia in fiktionalen Werken

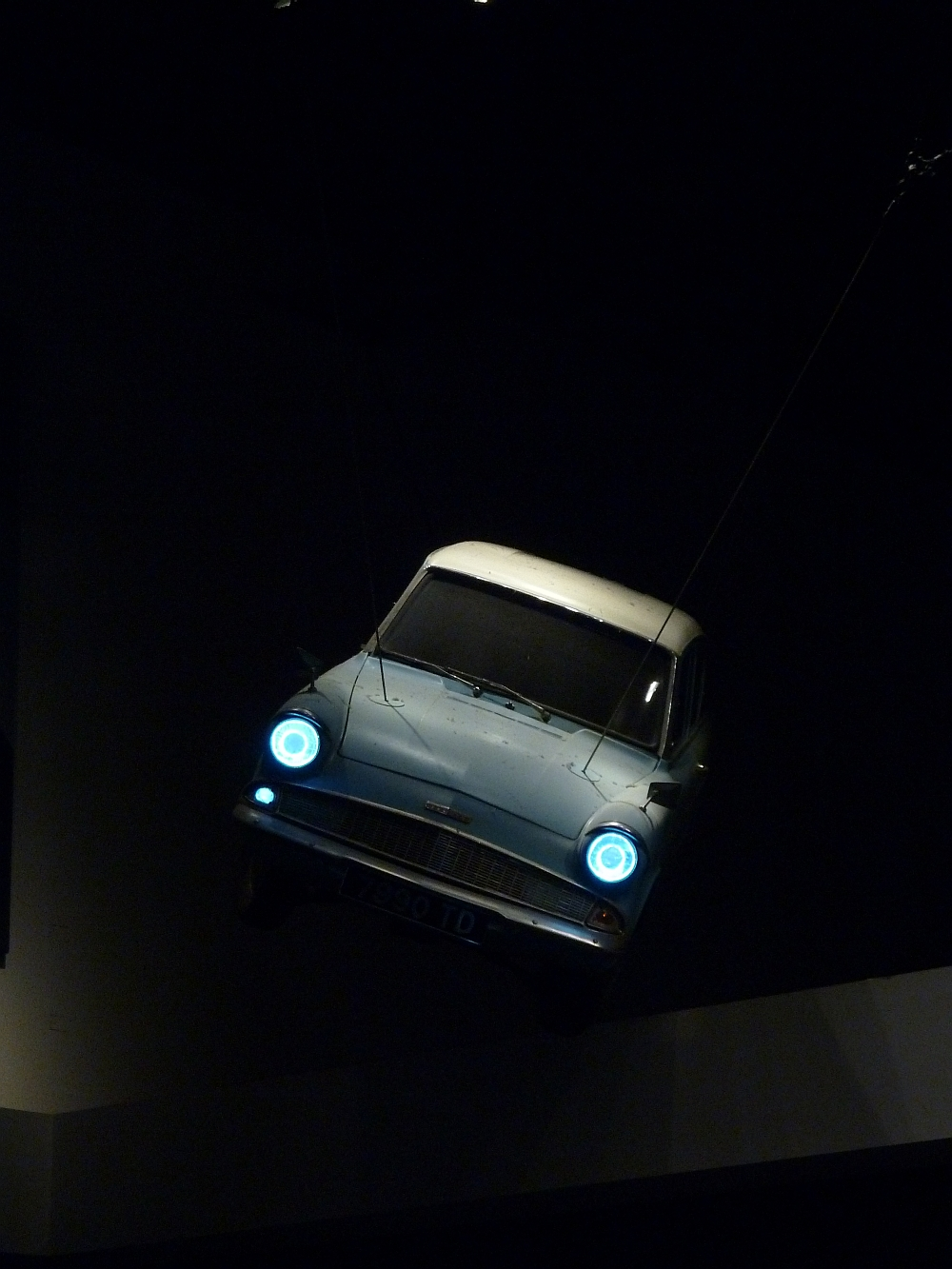
Ford Anglia 105E Deluxe

Ein hellblauer Anglia 105E mit weiß lackiertem Dach spielt in Harry Potter und die Kammer des Schreckens eine Rolle. Mit dem fliegenden Anglia ihres Vaters holen Fred, George und Ron Weasley zu Beginn der Geschichte Harry Potter aus dem Haus seiner Verwandten; später fliegen Ron und Harry im unsichtbaren Auto von London bis nach Hogwarts. Im weiteren Verlauf der Handlung rettet der Anglia Harry und Ron aus dem Verbotenen Wald. Er ist auf dem britischen Originalcover des Romans abgebildet.
Der gleichnamige Spielfilm aus dem Jahr 2002 enthält Szenen mit einem fliegenden Anglia (Zulassungsnummer 7990 TD). Bei den Dreharbeiten verwendeten die Produzenten einen authentischen 1962 oder 1966 gebauten Anglia Deluxe. Für die Spezialeffekte wurde das Auto an einem drehbaren Kran befestigt, sodass es beliebig in jede Richtung bewegt werden konnte. 2005 wurde das bei der Filmproduktion eingesetzte, nicht fahrbereite Auto aus den Räumlichkeiten der seinerzeit insolventen Produktionsfirma South West Film Studios in St Agnes, Cornwall, gestohlen. Der Diebstahl löste in Großbritannien starkes Medieninteresse aus. Später wurde der Wagen wiedergefunden. Es wird vermutet, dass die Diebe ihn wegen der umfangreichen Berichterstattung nicht verkaufen konnten.